# Stéphanie Di Giusto
Stéphanie Di Giusto es una guionista y directora de cine francesa.

## Trayectoria profesional
Después de sus estudios en  Nacional Superior de las Artes Decorativas ESAG Penninghen en París, Di Giusto comenzó su carrera trabajando en publicidad para Orange y diseñando créditos en la cadena de televisión France 5.
En 2016, Di Giusto dirigió su primera película, La Danseuse, de la que también fue guionista. Esta película, proyectada en el Festival de Cannes en la sección Una Cierta Mirada, está protagonizada por Soko, Mélanie Thierry, Gaspard Ulliel, Lily-Rose Depp y François Damiens.
En 2023 estrenó Rosalie protagonizada por Nadia Tereszkiewicz y Benôit Magimel.

## Filmografía
- 2016: La Bailarina, guionista y directora
- 2024: Rosalie, guionista y directora